# Rhacophorus laoshan
Espèce
Rhacophorus laoshan est une espèce d'amphibiens de la famille des Rhacophoridae.

## Répartition
Cette espèce est endémique du Nord-Ouest du Guangxi en Chine. Elle a été découverte dans la réserve naturelle de Cenwangloashan, à une altitude de 1 389 m.

## Description
Rhacophorus laoshan mesure environ 35 mm. Son dos est brun chocolat taché de brun plus foncé ; son ventre est brun-gris clair.

## Étymologie
Son nom d'espèce, laoshan, lui a été donné en référence au site de sa découverte, Cenwanglaoshan Natural Preserve.

## Publication originale
- Mo, Jiang, Xie & Ohler, 2008 : A New Species of Rhacophorus (Anura: Ranidae) from China. Asiatic Herpetological Research, vol. 11, p. 85-92 (texte intégral).